# フェイク (テレビドラマ)
『フェイク』（原題：Farzi）は、2023年のインドのクライム・スリラーシリーズ。ラージ＆DKが原案・製作・監督を務め、シータ・メノンとスマン・クマールが共同脚本を務めた。出演はシャーヒド・カプール、ヴィジャイ・セードゥパティ、カイ・カイ・メノン、ラーシ・カンナ、ブヴァン・アローラら。
当初、2014年公開の映画作品として構想されていたが、2019年までにテレビシリーズに拡大された。本シリーズは、同じくラージ＆DKによるスパイシリーズ『The Family Man』と同じ世界を共有している。共同製作者のラージ・ニディモールーによれば、ヒンディー語で「偽物」を意味する「Farzi」は、偽造や人間に内在する「人を騙そうとする性質」を意味している。
2023年2月10日、Amazon Prime Videoで全8話が公開された。本作は好評を博し、最も視聴されたインドのストリーミング・シリーズとなった。2023年2月末、主演のカプールがシーズン2の製作を確信していると語った。

## あらすじ
祖父が経営する印刷会社が倒産寸前に追い込まれ、インドにおける所得格差に幻滅している売れない画家のサニー。彼は親友のフィロズと組んで偽札を作ることを決意するが、2人はギャングのマンスールや警官のマイケルに追われ始める。

## 登場人物

### メイン
サニー
演 - シャーヒド・カプール、吹替 - 宮崎遊
売れない画家。偽札の製造を思いつく。
マイケル・ヴェダナヤガム
演 - ヴィジャイ・セードゥパティ
特別捜査本部の一員で、通貨偽造詐欺分析調査チーム（CCFART）の責任者。
マンスール・ダラル
演 - ケイ・ケイ・メーノーン、吹替 - 中野泰佑
ヨルダンを拠点とするインドの偽造通貨ネットワークの黒幕
メガ・ヴィアス
演 - ラーシ・カンナ、吹替 - 木村香央里
インド準備銀行の職員で、後にCCFARTに加わった。
フィロズ
演 - ブヴァン・アローラ
サニーの親友で、偽札製造の共謀者。
ヤシール
演 - Chittaranjan Giri
Kranti Patrikaの従業員
パワン・ガロット財務大臣
演 - ザキール・フセイン
シェカール・アフラワット
演 - ジャンスワント・シン・ダラル
CCFARTの一員
マダヴ
演 - アモール・パレカル
サニーの祖父で、出版社「Kranti Patrika」の社長。
サイラ
演 - クッブラ・セイト
マンスールの上司
レカー・ラオ
演 - レジーナ・カサンドラ
マイケルの別れた妻

### リカーリング
- アナーニャ: Kavya Thapar - サニーの元ガールフレンド

- マイケル担当の離婚弁護士: Chittaranjan Tripathy

- ラクダワラ: Lokesh Mittal

- ジツ・カカ: ヴィジャイ・クマール - マンスールの叔父で、ギャングのリーダー。

- アニース: Saqib Ayub - サニーとフィロズの友人で、しょうもない犯罪者。

- モルテザー司令官: カラン・マーン

- ビラル: Nilesh Divekar - マンスールの手下

- MKG出版社の受付: Priyadarshini Indalkar

- スパーン: Akkshay Gunaawat

- ジャマール: Saurav Chakraborti - マンスールの手下

- レカー担当の離婚弁護士: Mrinmayee Godbole

- 幼少期のサニー: Armaan Bhanushali

- 幼少期のフィロズ: Kabir Khan

- アージュン・ナイヤル: Vivek Madaan

- MLA Kesaribhai Doshi: Govind Pandey

- ヴィオム: Divyam Shukla - マイケルとリカーの息子

- ティトゥ・キスル: Ashutosh Priyadarshi - バングラデシュの密輸業者

- スヴェタラーナ: Anna Ador

### カメオ出演
以下の俳優がカメオ出演し、『The Family Man』の役を再演している。
- チェラム: ウダイ・マヘーシュ（英語版）
- シンド警部補: Ajay Jadhav
- アジット: Vijay Vikram Singh
- プニット・バナジー: Aritro Rudraneil Banerjee
- スリカント・ティワリ: マノージュ・バージペーイー（声の出演のみ）

## エピソード
| 通算 話数 | シーズン 話数 | タイトル                                           | 監督       | 脚本                                         | 公開日        |
| --------- | ------------- | -------------------------------------------------- | ---------- | -------------------------------------------- | ------------- |
| 1         | 1             | "Artist" "アーティスト"                            | ラージ＆DK | ラージ＆DK、シータ・メノン、スマン・クマール | 2023年2月10日 |
| 2         | 2             | "Social Service" "社会奉仕"                        | ラージ＆DK | ラージ＆DK、シータ・メノン、スマン・クマール | 2023年2月10日 |
| 3         | 3             | "CCFART" "特別調査チーム-CCFART"                   | ラージ＆DK | ラージ＆DK、シータ・メノン、スマン・クマール | 2023年2月10日 |
| 4         | 4             | "Dhanrakshak" "ダンラクシャク"                     | ラージ＆DK | ラージ＆DK、シータ・メノン、スマン・クマール | 2023年2月10日 |
| 5         | 5             | "Second Oldest Profession" "2番目に歴史のある職業" | ラージ＆DK | ラージ＆DK、シータ・メノン、スマン・クマール | 2023年2月10日 |
| 6         | 6             | "Cat and Mouse" "いたちごっこ"                     | ラージ＆DK | ラージ＆DK、シータ・メノン、スマン・クマール | 2023年2月10日 |
| 7         | 7             | "Supernote" "スーパー紙幣"                         | ラージ＆DK | ラージ＆DK、シータ・メノン、スマン・クマール | 2023年2月10日 |
| 8         | 8             | "Crash and Burn" "衝突と炎上"                      | ラージ＆DK | ラージ＆DK、シータ・メノン、スマン・クマール | 2023年2月10日 |

## 製作
2014年、本作は当初ラージ＆DKが監督を務め、シャーヒド・カプールとナワーズッディーン・シッディーキーが出演する映画として企画されていた。年末にはクリティ・サノンがキャストに加わった。2019年までに、カプールがそのまま参加するテレビシリーズに拡大された。
2021年1月、カプールはラーシ・カンナがプロジェクトに参加したことを発表した。同年9月、ブヴァン・アローラが同シリーズに参加していると語った。チェンナイで『The Family Man』を撮影していたラージ＆DKは、ヴィジャイ・セードゥパティに出演をオファーし、撮影開始から40日後に本シリーズに参加した。セードゥパティは、以前タミル語映画で共演したラーシ・カンナのおかげで撮影現場に馴染むことができたと語った。2021年7月、主要撮影がムンバイのフィルムシティで開始された。撮影は他にもゴア州、アリバグ、ネパール、ヨルダンでも行われた。撮影監督はPankaj Kumarが務めた。
2022年4月28日、本シリーズがAmazonが認可した40のインド・プロジェクトの発表展示会で正式に発表され、カプール、セードゥパティ、カンナ、カイ・カイ・メノン、レジーナ・カッサンドラ、ザキール・フセイン、ブヴァン・アローラ、Amol Palekar、クッブラ・セイトらが出演することも発表された。
脚本家のシータ・メノンは、ラージ＆DKのテレビシリーズ『The Family Man』とのクロスオーバーを示すシーンは事前に計画されたものではなく、撮影当日にラージが思いついたものだと語った。後にDKはクロスオーバーを認め、2つのシリーズの世界は「互いに平行して進行している」と述べた。

## サウンドトラック
ラージ＆DKと度々共演しているデュオ、サチン＝ジガルが音楽を担当し、「Paisa Hai Toh」と「Sab Farzi」の2曲を作曲した。3曲目の「Aasmaan」はTanishk Bagchiが作曲した。これら3曲からなるサウンドトラック・アルバムは、2023年1月28日にSony Music Indiaから発売された。Ketan Sodhaがスコアを提供した。

## 公開
2023年1月5日、シャーヒド・カプールとヴィジャイ・セードゥパティが写った2つのポスターが公開された。1月13日には、公式予告編が公開された。番組のプロモーションのため、Amazon Prime Videoはオンラインフード注文・配達プラットフォームのSwiggyとコラボし、Swiggyで注文した顧客に2,000インド・ルピー紙幣の偽札を送付した。
2023年2月10日にAmazon Prime Videoで公開された。同月末、カプールがシーズンに2で戻ってくることを発表した。

## 評価

### 批評家の反応
NDTVのサイバル・チャテルジーは、「手に汗握るストーリーのおかげで、一定のペースで進むこのシリーズは、各話においてもも、またシリーズ全体を通しても、その勢いを持続させている」と述べ、またシャーヒド・カプール、ヴィジャイ・セードゥパティ、カイ・カイ・メノンらの演技を賞賛した。
The Indian Express紙のシューブラ・グプタは、「プロットではなく、唯一無二のヴィジャイ・セードゥパティの演技こそが、主演のシャーヒド・カプールのための番組を活気づけている」と結論づけた。
The Hindu紙のアヌジ・クマールは、『The Family Man』とも比較し、「『The Family Man』では隙がなかった社会政治的な論評が、本作では繰り返しになり、時に耳障りにさえなっている」と書いた。また、「脚本家は偽札ビジネスの説明に何時間も費やしたが、ストーリーの肝心な部分は放置したままだ」と不快感を示したが、カプールとセードゥパティの演技は「素晴らしい」と評価した。

### 視聴者数
コンサルティング会社オーマックス・メディアによると、本作は3700万人の視聴者を獲得し、2022年の『Rudra: The Edge of Darkness』がこれまで持っていた最多記録を抜いて、インドのストリーミング・シリーズ史上最も視聴された作品となった。